# Falling Up
Falling Up ist eine US-amerikanische christliche Rockband. Der Name stammt vom ersten Lied, das Ribordy und Cox zusammen schrieben. Ihren Musikstil bezeichnen sie selbst als „Pash-Rock“, eine Kombination aus Rock, Rap, R&B und Metal.

## Bandgeschichte
Jessy Ribordy und Tom Cox schrieben ihren ersten Song, als sie neu in der High School waren. Sie trafen sich mit Freunden, um aus Spaß miteinander zu spielen. Durch ihre Freunde aus der Band Kutless, die ebenfalls aus Albany im Staat Oregon kommt, gelangte ihr Demotape an den Tooth&Nail-Inhaber Brandon Ebel.
Im Sommer 2003 wurde der Plattenvertrag mit BEC-Recordings, einem Tooth&Nail-Sublabel, unterzeichnet. Am 24. Februar 2004 erschien dann das erste Album, welchen den Namen Crashings trug. Aufgenommen bei Aaron Sprinkle, verkaufte sich Crashings 3.396 mal in der ersten Woche, was bei BEC neuer Rekord war. Bis Ende 2004 gingen über 50.000 Stück über den Ladentisch. In den Christian Rock Charts von R&R erreichten die Singles Broken Heart, Escalates, und Bittersweet Platz 1.
Das zweite Album Dawn Escapes erschien am 25. Oktober 2005. Produziert wurde das Album von Michael „Elvis“ Baskette. Tom Cox verließ die Band kurz nach der Albumrelease.
Am 12. September 2006 kam Exit Lights heraus. Das Remix-Album enthielt Remixes bekannter Songs und den neuen Song Islander. Zusammen mit Falling Up arbeiteten Tedd T (Mute Math), Jamie Moore, TobyMac, Randy Torres (Project 86), Joseph A. Kisselburgh (ehemals Falling Up), Trevor McNevan (Thousand Foot Krutch) und Solomon Olds (Family Force 5) am Album. Joeseph Kisselburgh verließ die Band gegen Ende 2006 und widmete sich seinem Soloprojekt The Send. Am 2. Dezember 2006 war die Band zum ersten Mal in Deutschland Live zu erleben. Das Konzert fand im Rahmen der Christmas Rock Night statt.
Im Laufe des Jahres 2007 verließen Micah und Adam die Band. Der 2. Oktober war der Erscheinungstermin für das nächste Album: Captiva. Produziert wurde es wieder von Aaron Sprinkle, der bereits für Crashings zuständig war.
Am 20. Januar 2010 verkündete Jessy Ribordy, dass die Band eine „permanente Pause“ einlegen werde, doch im Oktober desselben Jahres wurde über MySpace und Twitter bekannt gegeben, dass ein neues Album geplant sei. Während alle bisherigen Alben bei BEC Records, einer Tochtergesellschaft von Tooth & Nail Records erschienen, wurde das neue Album unabhängig mithilfe der Crowdfunding-Plattform Kickstarter produziert. Im Juni 2011 wurde das Album unter dem Titel Your Sparkling Death Cometh veröffentlicht und erhielt überwiegend gute Kritiken.
Am 11. April 2012 veröffentlichte Falling Up ein Remix-Album unter dem Titel Mnemos, dessen Erlös an die Hilfsorganisation „Feed Them with Music“ gespendet wurden.
Das nächste Projekt der Band, Machine De Ella, bestand aus den Alben Hours und Midnight on Earthship sowie einem Hörbuch, ebenfalls Hours genannt. Das Projekt wurde ab dem 9. Oktober 2012 veröffentlicht. Mit Silver City erschien im Dezember 2013 ein Weihnachtsalbum von Falling Up.
2015 veröffentlichte Falling Up mit ein House Full Of Caverns ein Instrumentalalbum. Schon zuvor, im August 2014 startete die Band eine Kickstarter-Kampagne für ihr letztes Album, das am 13. November 2015 unter dem Titel Falling Up erschien und von Kritikern gelobt wurde. Es folgten am 10. Juni 2016 die EP Reimagined mit neuen Versionen von Broken Heart und Arafax Deep und Anfang 2017 ihr letzter Song, eine neu interpretierte Coverversion von Brand News Gasoline.

## Diskografie

### Alben
- 2004: Crashings
- 2005: Dawn Escapes
- 2006: Exit Lights
- 2007: Captiva
- 2008: Discover the Trees Again: The Best of Falling Up
- 2009: Fangs
- 2011: Your Sparkling Death Cometh
- 2012: Mnemos
- 2013: Hours
- 2013: Midnight on Earthship
- 2013: Silver City
- 2015: House Full Of Caverns
- 2015: Falling Up

### Videos
- 2004: Escalates
- 2004: Broken Heart
- 2006: Moonlit
- 2008: Hotel Aquarium